# Škoda L (nákladní automobil)
Škoda L byl lehký vojenský nákladní automobil se znakem náprav 6×4, vyráběný podnikem Akciová společnost, dříve Škodovy závody v Plzni v letech 1932–1935. 
Jednalo se o čistě vojenskou konstrukci, která s výrobou v mladoboleslavském závodě Akciová společnost pro automobilový průmysl měla společnou jen obchodní značku Škoda a použitý zážehový motor. Automobil byl Československou armádou užíván jako nákladní automobil, dělostřelecký tahač, radiovůz či ambulance.

## Technické údaje
- Hmotnost: 3,7 t
- Délka: 5,79 m
- Šířka: 2,00 m
- Výška: 2,38 m
- Osádka: 2 muži
- Pohon: motor Škoda 903, vodou chlazený šestiválec
- Obsah motoru: 3137 cm³
- Výkon: 66 k
- Převodovka: 4 + 1 plus redukce
- Maximální rychlost: 62 km/h
- Spotřeba paliva: 45 l/100 km
- Obsah palivové nádrže: 135 l